# Niclas Palmgren
Niclas John-Fredrik Palmgren, född 30 mars 1970 i Norra Hestra församling i Jönköpings län, är en svensk kommunpolitiker (moderat). Han var kommunalråd i Gislaveds kommun från 2002 till 2018 och kommunstyrelsens ordförande från 2006 till 2014. Han är gift med Ylva Petersson (född 1970).
Han var också ledamot i Region Jönköpings läns regionfullmäktige från valet 2014 till valet 2018. Till yrket är han krögare och drev före sin tid som kommunalråd flera ställen i Sverige tillsammans med bland annat Dan Lexö.

## Uppdrag

### Kommunala uppdrag
- Kommunfullmäktigeledamot, 2002–2018, 2022–
- Kommunalråd, 2002–2018
- Kommunstyrelsens ordförande, 2006–2014
- Kommunfullmäktiges ordförande, 2014–2018, 2022–[3]
- Kommunstyrelsens förste vice ordförande, 2014–2018
- Ordförande i Bygg- och miljönämnden, 2014–2018
- Ordförande i Räddningsnämnden, 2014–

### Regionala uppdrag
- Regionfullmäktigeledamot, 2014–2018
- Nämndsledamot i Nämnden för Trafik, Infrastruktur och Miljö, 2014–2018